# Adrenergički receptor
Adrenergički receptori (ili adrenoceptori) su klasa G protein-spregnutih receptora koje aktiviraju kateholamini, posebno noradrenalin (norepinefrin) i adrenalin (epinefrin). Mada je dopamin takođe kateholamin, njegovi receptori su u različitoj kategoriji.
Veliki broj ćelija poseduje ove receptore, i vezivanje agonista generalno uzrokuje simpatetički respons (npr. borba-ili-bežanje respons). Drugim rečima, brzina srca se povećava i zenice se šire, energija se mobiliše, i protok krvi se preusmerava sa drugih ne-esencijalnih organa ka skeletalnim mišićima.

## Podtipovi
Postoje dve glavne grupe adrenergičkih receptora, α i β:
- α receptori obuhvataju podtipove α1 ( spregnuti receptor) i α2 ( spregnuti receptor). Fenilefrin je selektivni agonist α receptora.
- β receptori obuhvataju podtipove β1, β2 i β3. Sva tri receptora vezuju  proteine (mada se β2 takođe spreže sa Gi),[2] koji aktivira signalni put adenilat ciklaze. Vezivanje agonista uzrokuje povišenje intracelularne koncentracije sekundarnog glasnika cAMP. Nizvodni cAMP efektor je cAMP-zavisna proteinska kinaza (PKA), koja posreduje neke od intracelularnih događaja nakon hormonskog vezivanja. Izoprenalin je selektivni agonist.

### Uloge u cirkulaciji
Adrenalin reaguje sa oba α- i β-adrenoreceptora, izazivajući vazokonstrikciju i vazodilataciju, respektivno. Mada su α receptori manje senzitivni na epinefrin, kad su aktivirani, oni nadjačavaju vazodilataciju posredovanu β-adrenoreceptorima. Rezultat je da visoki nivoi epinefrina u cirkulaciji izazivaju vazokonstrikciju. Na niskim nivoima cirkulišućeg epinefrina, β-adrenoreceptor stimulacija je dominantna, što dovodi do vazodilatacije.

## Dodatna literatura
- Rang HP, Dale MM, Ritter JM, Moore PK (2003). „Chapter 11: Noradrenergic transmission”. Pharmacology (5th изд.). Elsevier Churchill Livingstone.  978-0-443-07145-4.
- Rang HP, Dale MM, Ritter JM, Flower RJ (2007). „Chapter 11: Noradrenergic transmission”. Rang and Dale's Pharmacology (6th изд.). Elsevier Churchill Livingstone. стр. 169—170.  978-0-443-06911-6.

## Spoljašnje veze
- Alfa receptori
- Adrenergički receptori
- „Adrenoceptors”. IUPHAR Database of Receptors and Ion Channels. International Union of Basic and Clinical Pharmacology. Архивирано из оригинала 12. 01. 2015. г.
- α- i β-adrenergički receptori
- Sažeti pregled funkcija beta-3 receptora
- Teorija aktivacije receptora
- Desenzitizacija beta-1-receptora
- orijentacija proteina u membranama protein/pdbid-2rh1 - 3D struktura beta-2 adrenergičkog receptora u membrani